# Альвашайн

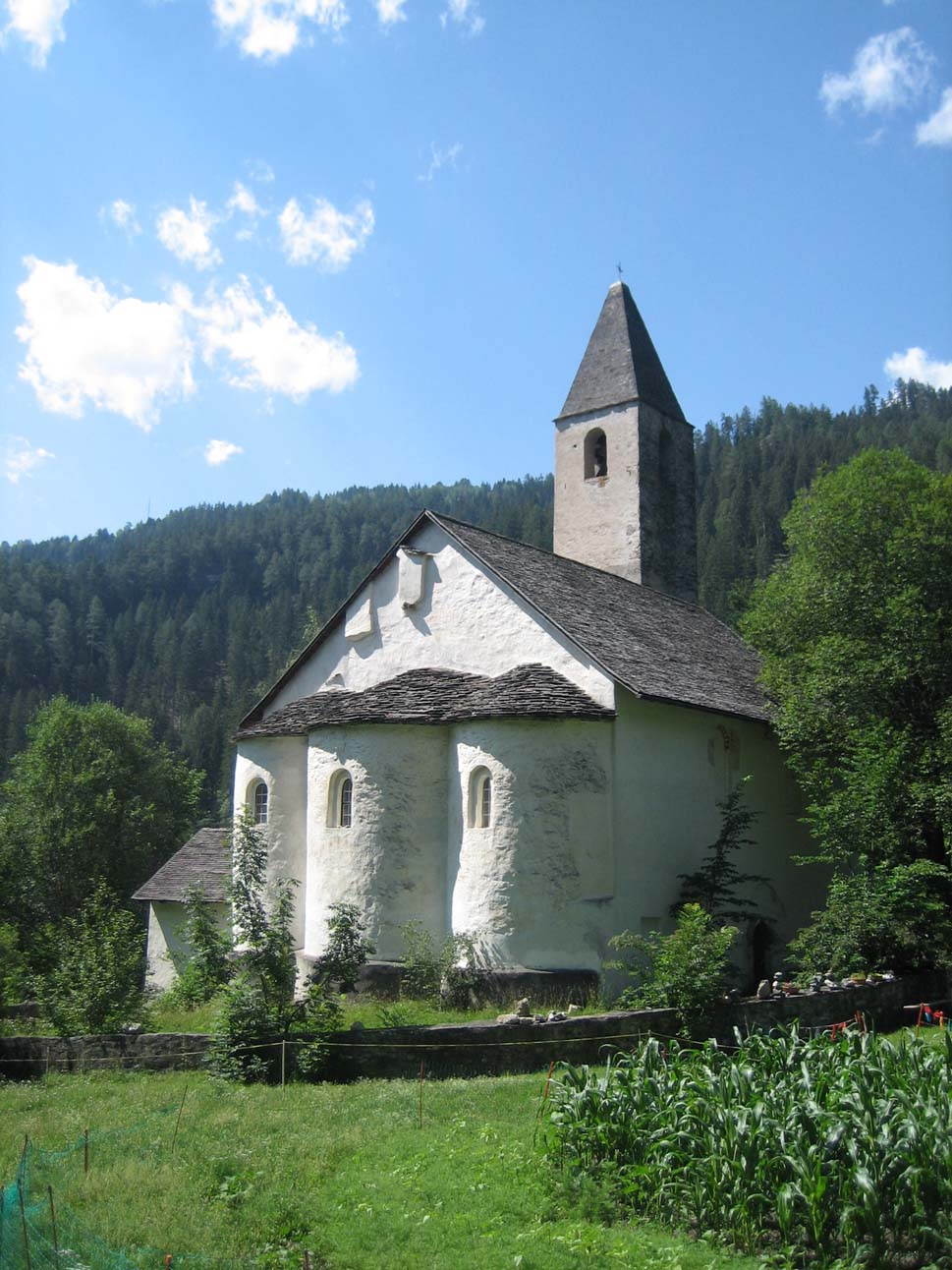
Церковь Святого Петра

Альвашайн (нем. Alvaschein, романш. Alvaschagn) — деревня в Швейцарии, в кантоне Граубюнден. Входит в состав общины Альбула/Альвра региона Альбула (до 2016 года входила в округ Альбула).
Население составляет 145 человек (на 31 декабря 2006 года).
Впервые упоминается в 1154 году.
Ранее деревня Альвашайн имела статус общины (коммуны). 1 января 2015 года объединена с коммунами Альваной, Бриенц, Мон, Штирва, Сурава и Тифенкастель в новую коммуну Альбула/Альвра.

## Достопримечательности
- Средневековая католическая церковь Святого Петра. Единственная трёхапсидная церковь Швейцарии.
- Церковь Святого Иосифа, построенная в 1653-1657 годах.